# Barking, London

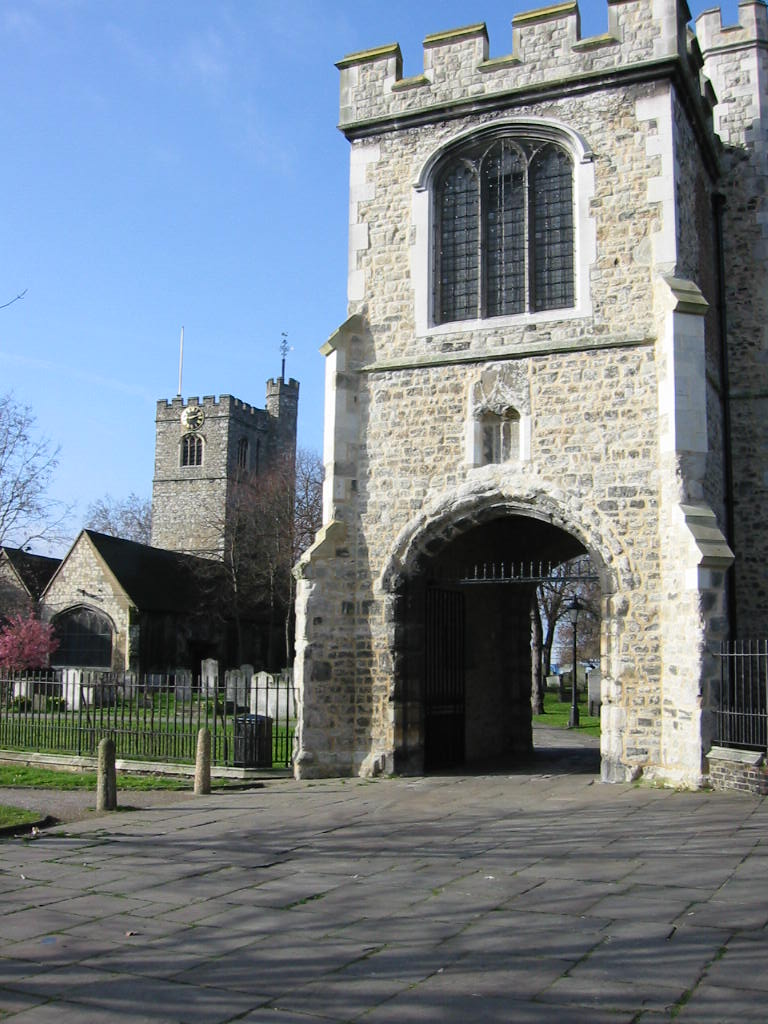
Barking Abbey.

Barking (lyssna (fil)) är en före detta stad i Essex, numera en del av borough (kommun) London Borough of Barking and Dagenham.

## Historia
Barking var tidigare känt för sina kemiska fabriker och pumpstationer för norra Londons avloppssystem. Staden hade även betydande handelsträdgårdar och ett kloster grundat omkring 670.